# Holmedals kyrka
Holmedals kyrka är en kyrkobyggnad i Holmedal i Årjängs kommun. Den är församlingskyrka i Holmedal-Karlanda församling i Karlstads stift.
Den nuvarande kyrkan är en vitputsad nyklassicistisk byggnad uppförd 1854–1857 efter ritningar av Carl-Gustaf Blom-Carlsson. Den ersatte en timrad korskyrka från 1686, som låg omkring 200 meter väster om den nuvarande kyrkan. Tidigare har även en medeltida träkyrka funnits på platsen.

## Inventarier
- Två meter hög Kristusgestalt i stuck av Erik Nilsson, Harplinge.

## Orgel
- 1887 byggde E. A. Setterquist & Son, Örebro, en orgel med 12 stämmor.
- 1958 byggde Olof Hammarberg, Göteborg, en orgel som är mekanisk. Den har fasta kombinationer och fasaden och manual I är från den föregående orgeln från år 1887.

| Manual I      | Manual II     | Pedal         | Koppel |
| Principal 8’  | Gedackt 8’    | Subbas 16’    | I/P    |
| Rörflöjt 8’   | Principal 4’  | Gedakt 8’     | II/P   |
| Fugara 8’     | Blockflöjt 2’ | Kvintadena 2' | II/I   |
| Oktava 4’     | Kvinta 1 1⁄3’ | Mixtur 3 ch   |        |
| Flöjt 4'      | Scharf 2 ch   | Fagott 16'    |        |
| Kvinta 2 2⁄3' | Regal 8'      |               |        |
| Octava 2'     |               |               |        |
| Mixtur 4 ch   |               |               |        |
| Trumpet 8'    |               |               |        |